# Demokrati- og Fremskridtspartiet
Demokrati- og Fremskridtspartiet (tyrkisk: Demokrasi ve Atılım Partisi, DEVA )  er et tyrkisk politisk parti, der blev grundlagt den 9. marts 2020 under ledelse af Ali Babacan, en tidligere økonomiminister under AKP. Den officielle forkortelse er "DEVA" ifølge partiets optegnelser. Festens logo er en vanddråbe, inde i en silhuet af ungt træ. 

## Historie
DEVA-partiet er et politisk parti i Tyrkiet dannet af den tidligere økonomiminister og vicepremierminister Ali Babacan som resultat af en splittelse fra Recep Tayyip Erdoğans Retfærdigheds- og Udviklingspartiet. Partiet er i øjeblikket repræsenteret med 15 pladser i den store nationalforsamling.  
Babacan blev enstemmigt valgt som formand på det stiftende møde den 10. marts 2020. Han annoncerede partiets officielle logo og dagsorden den 11. marts 2020, under partiets første konference.
På trods af sin fortid i AKP har Ali Babacan indtaget en sekulær holdning i sin politik i DEVA-partiet, hvor han lægger vægt på personlige frihedsrettigheder i stedet for religiøs konservatisme. Han har kritiseret, at evolution er blevet fjernet fra biologipensummet i gymnasiet og folkeskolen. Han har også udtrykt sin modstand mod, at religionsundervisning skal være obligatorisk for skolebørn, og sagt, at forældre bør kunne fravælge det. Han har også udtrykt sin modstand mod forbuddet mod tariqaer. Han sagde: "Når regeringen 'forbyder' dem, fortsætter de stadig deres aktiviteter uofficielt og uden nogen form for overvågning. Vi går altid ind for frihed og gennemsigtighed. Menigheder og tariqaer er en århundredgammel tradition i disse lande. Man kan ikke ødelægge en århundredgammel tradition med en forbudsmentalitet.".
Demokrati- og Fremskridtspartiet har annonceret 22 handlingsplaner, der vil medføre regeringsreformer for de problemer, som landet har stået over for i de seneste år, og som tager fat på mange forskellige emner lige fra økonomi og finanspolitik til iværksætteri, retssystemet og sociale problemer. Disse planer omfatter 90-dages og 360-dages mål.